# Johannes' hjerte
Johannes' hjerte er en dansk portrætfilm fra 1998 med instruktion og manuskript af Anne Regitze Wivel.

## Handling
Forfatter og præst Johannes Møllehave fyldte 60 år og gennemgik kort tid efter en alvorlig hjerteoperation. Instruktøren Anne Regitze Wivel har fulgt ham med et allestedsnærværende kamera i tiden umiddelbart derefter. Det er blevet til et intenst og personligt portræt, en beretning om hjertet, - det hjerte, der kan blive sygt til døden, og den hjertelighed, hvormed Johannes Møllehave møder verden.